# Agent Super Bond
Agent Super Bond is een doolhofspel uit 1985 van Signatron USA dat is uitgegeven voor de arcade.

## Verhaal
De speler bestuurt het personage "Agent Super Bond". Hij moet mensen uit een gebouw bevrijden die door terroristen worden gegijzeld. Deze terroristen kunnen worden uitgeschakeld door hen dood te schieten. Een gijzelaar is bevrijd wanneer de speler hen aanraakt. Verder zijn er bommen, dynamiet en andere hindernissen die uitgeschakeld en/of vermeden moeten worden.